# Episodi di Weeds (settima stagione)
La settima stagione della serie televisiva Weeds, composta da 13 episodi, è stata  trasmessa sul canale statunitense Showtime dal 27 giugno al 26 settembre 2011.
In Italia è stata trasmessa in prima visione assoluta dal 5 febbraio al 30 aprile 2015 su Rai 4.
| nº | Titolo originale               | Titolo italiano                | Prima TV USA      | Prima TV Italia  |
| -- | ------------------------------ | ------------------------------ | ----------------- | ---------------- |
| 1  | Bags                           | Bagagli                        | 27 giugno 2011    | 5 febbraio 2015  |
| 2  | From Trauma Cometh Something   | Lo scambio                     | 4 luglio 2011     | 12 febbraio 2015 |
| 3  | Game-Played                    | Semi libertà                   | 11 luglio 2011    | 19 febbraio 2015 |
| 4  | A Hole in Her Niqab            | Vecchie abitudini              | 18 luglio 2011    | 26 febbraio 2015 |
| 5  | Fingers Only Meat Banquet      | L'udienza                      | 25 luglio 2011    | 5 marzo 2015     |
| 6  | Object Impermanence            | Proprietà di un oggetto        | 1º agosto 2011    | 12 marzo 2015    |
| 7  | Vehement v. Vigorous           | Sfumature di grigio            | 8 agosto 2011     | 19 marzo 2015    |
| 8  | Synthetics                     | Sintetici                      | 15 agosto 2011    | 26 marzo 2015    |
| 9  | Cats! Cats! Cats!              | Gatti! Gatti! Gatti!           | 22 agosto 2011    | 2 aprile 2015    |
| 10 | System Overhead                | Sovraccarico di sistema        | 29 agosto 2011    | 9 aprile 2015    |
| 11 | Une Mère Que J'aimerais Baiser | Une mère que j'aimerais baiser | 12 settembre 2011 | 16 aprile 2015   |
| 12 | Qualitative Spatial Reasoning  | Razionalizzazione dello spazio | 19 settembre 2011 | 23 aprile 2015   |
| 13 | Do Her/Don't Do Her            | Farsela/Non farsela            | 26 settembre 2011 | 30 aprile 2015   |